# Saint-Michel (Hérault)
Saint-Michel-d'Alajou é uma comuna francesa na região administrativa de Occitânia, no departamento de Hérault. Estende-se por uma área de 25,40 km². Em 2010 a comuna tinha 52 habitantes (densidade: 2 hab./km²).